# Jean Prouvé

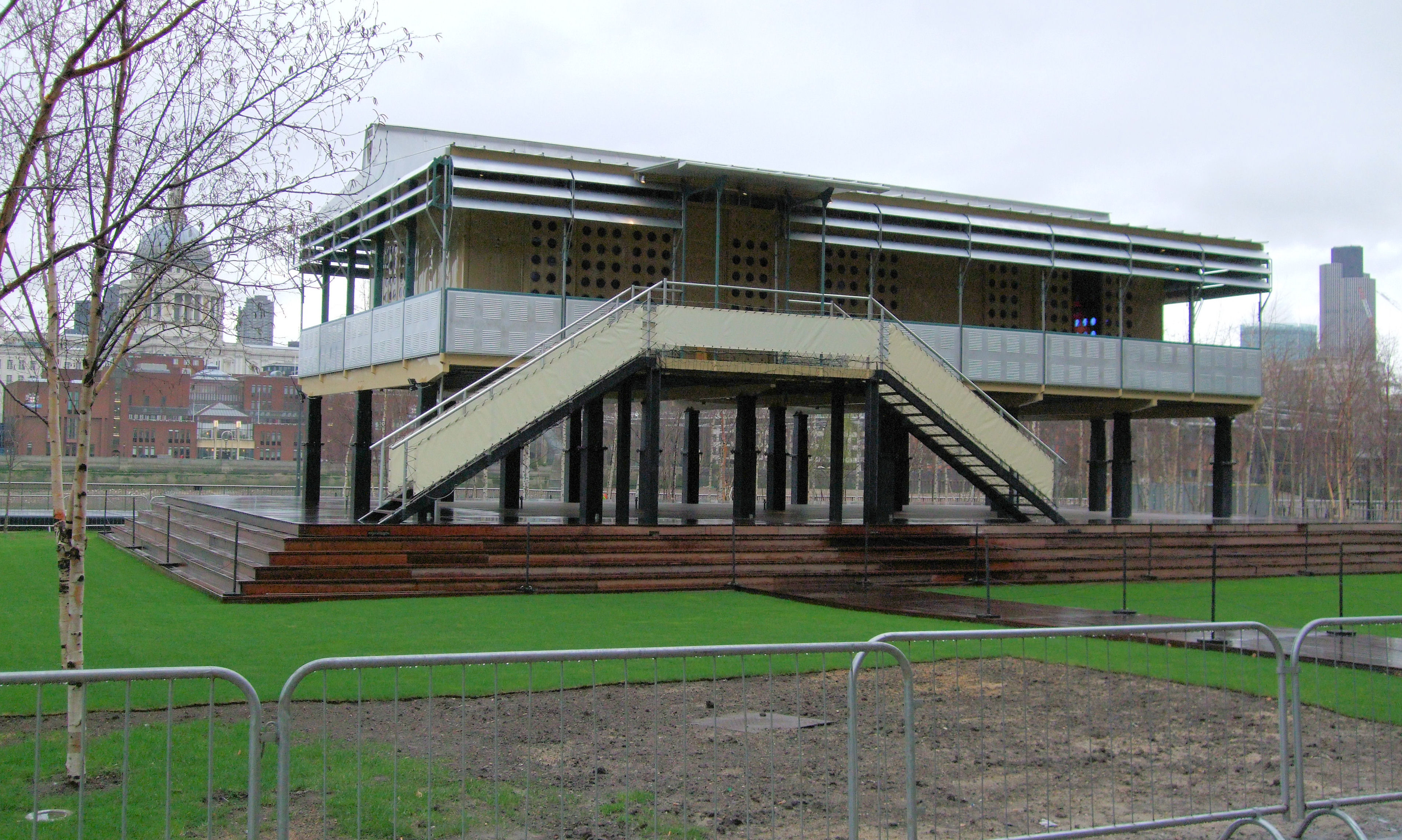
La maison Tropicale, ursprungligen i Brazzaville, numera utanför Tate Museum i London.

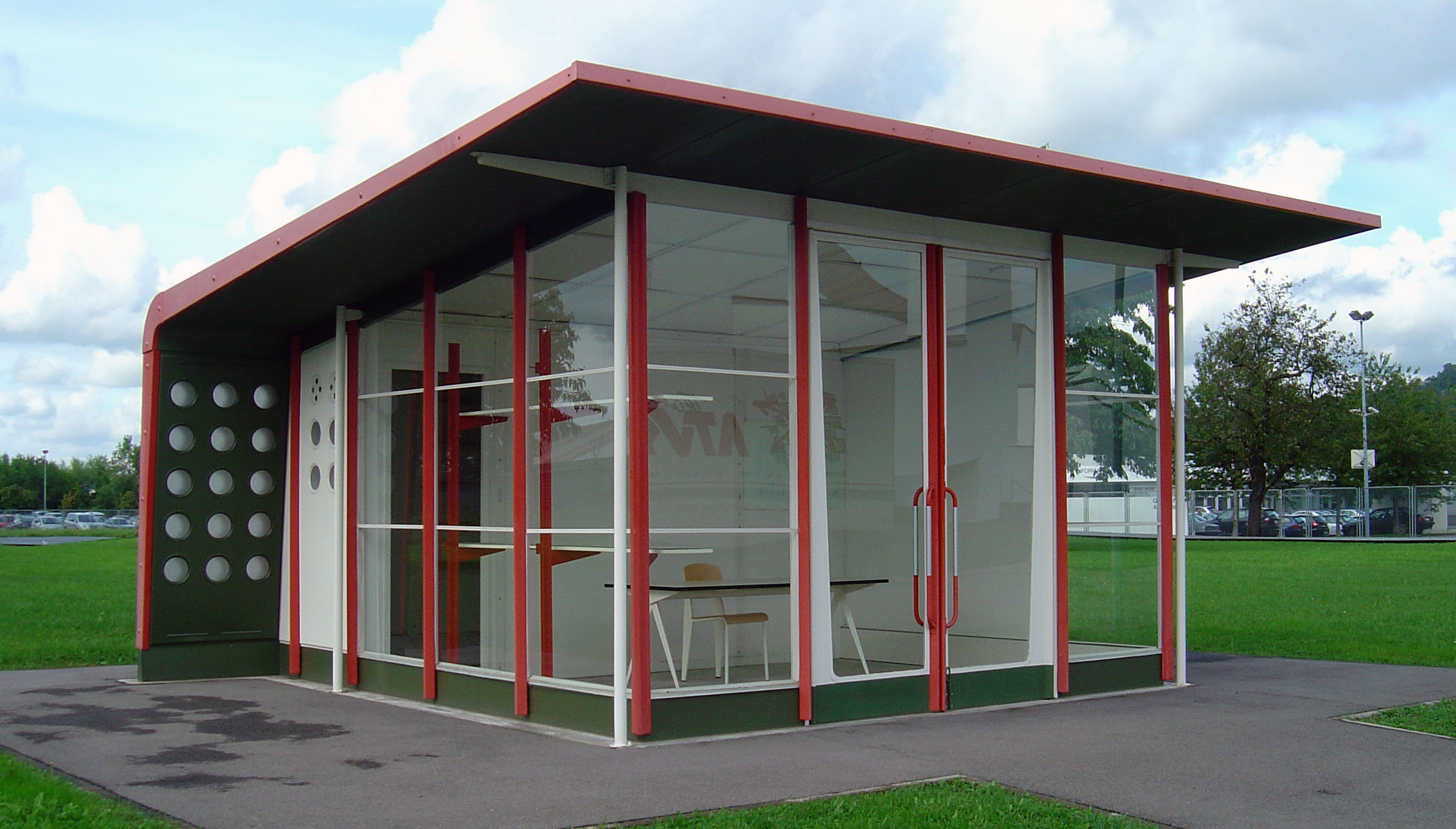
Bensinstation vid Vitra Design Museum.

Jean Prouvé, född 8 april 1901 i Paris, död 23 mars 1984 i Nancy, var en fransk arkitekt och formgivare.
Jean Prouvé föddes i en konstnärsfamilj och blev tidigt influerad av konsthantverk och konst. Han började sin yrkesbana som lärling hos olika smeder och metallmöbelmakare i hemstaden och öppnade en egen studio1923. I början av 1930-talet hade han börjat umgås i radikala modernistiska kretsar och bidrog med ett funtionalistiskt förhållningssätt med ett utpräglat intresse för rationella konstruktioner. I samband med detta började han samarbeta med bland andra Charlotte Perriand och Pierre Jeanneret i projekt kring möbelformgivning i metall.
Efter andra världskriget fick Jean Prouvé i uppdrag av franska staten att rita nödbostäder och inledde i och med detta sin arkitektoniska bana. Han utvecklade enkla stom- och modullösningar i stål, trä och aluminium som var kostnadseffektiva att uppföra och snarlika system kom att bli hans signum genom hela karriären. Förutom bostäder lämpade sig hans strukturer väl för industri- och utställningsbyggnader. Under 1950- och 1960-talet blev Prouvé flitigt anlitad i projekt runt om i Frankrike, ibland i egenskap av konstruktör och i andra fall som arkitekt. Han fortsatte även som formgivare av möbler fram till sin död 1984.